# لادوشکین
شهر لادوشکین (به روسی: Ладушкин) در کشور روسیه و در اوبلاست کالینینگراد واقع شده‌است.